# Cupmarks von Balnafoich
Die Cupmarks von Balnafoich sind Cup-and-Ring-Markierungen, die in der Council Area Highland im Norden Schottlands 320 Meter südwestlich der Ortschaft Balnafoich auf mehreren freiliegenden Felsblöcken entdeckt worden sind. Die Stelle liegt auf einer Höhenlage von etwa 180 Metern oberhalb des linken Ufers des Flusses Nairn, gegenüber der Einmündung des Farnack und ist als Scheduled Monument ausgewiesen. Es umfasst zwei dieser Felsblöcke, die 16 Meter voneinander entfernt in der offenen Landschaft liegen. Die Markierungen werden auf ein Alter von zwischen 3500 und 5000 Jahren geschätzt.
Der östliche (Stein 1), mit einer Länge von 2,40 Metern sowie einer Breite von 1,20 Metern hat eine ebenerdige Oberfläche. Er ist teilweise mit Grassoden überdeckt, zu erkennen sind 16 Markierungen. Der westliche (Stein 2) misst eine Fläche von zwei auf zwei Metern sowie eine Höhe von 1,20 Metern mit mindestens drei Markierungen an der Oberfläche. Zwei weitere gleichartige Steine (3 und 4) liegen ein kleines Stück weiter nordwestlich.
Die Schalensteine sind als Scheduled Monument geschützt.